# Július Bočák
Július Bočák (18. února 1888 Banská Štiavnica – 26. dubna 1957) byl slovenský kněz, děkan.
Jako kněz byl ordinován 26. června 1910. Postupně působil v obcích Zlaté Moravce (od roku 1910), Veľká Maňa (od roku 1917), Vráble (od roku 1926), Zbehy (od roku 1936) a Sklabiná (od roku 1946).
Za dobu působení ve Zbehách zabezpečil výstavbu kostela ve filiálce Lužianky. Kostel byl vysvěcen 18. března 1939, zasvěcen je Narození Panny Marie. V současnosti se jedná farní kostel.
Július Bočák byl 30. března 1957 v Sklabiné zatčen Státní bezpečností,[zdroj?] krátce poté 26. dubna 1957 zemřel. Pochován je v obci Zbehy.